# Belmonte Arboretum
Het Belmonte Arboretum is een botanische tuin te Wageningen. Het was lang een landgoed. In 1951 is het landgoed overgegaan naar de toenmalige Landbouwhogeschool Wageningen, die het terrein als arboretum inrichtte. Tot augustus 2009 werd de bomentuin wetenschappelijk beheerd.

## Geschiedenis
Grote delen van de landbouwgronden op de Wageningse Berg waren in de zeventiende eeuw eigendom van Lubbert Adolph Torck. Via Frans Godert van Lynden van Hemmen kwam een deel van dit gebied in 1834 door erfenis in het bezit van zijn schoonzoon Thierry Juste baron de Constant Rebecque de Villars  (1786-1867), telg van de Nederlandse tak van de adellijke familie de Constant Rebecque. Hij bouwde er omstreeks 1845 een villa in Italiaanse stijl, met een spectaculair uitzicht over de Nederrijn. Hij gaf het 17 hectare grote bezit de naam Belmonte en liet het inrichten als landgoed. 
Oorspronkelijk bestond het terrein uit hakhoutbos, akkerbouwland en tuinderijen. Het gebied werd door de landschapsarchitect Jan David Zocher omgevormd naar een park in de voor die tijd gebruikelijke Engelse landschapsstijl. Halverwege de helling kwam een berceau. De eigendommen strekten zich naar het westen uit tot over de Holleweg. Hier werd een grafmonument ingericht, nabij de restanten van een oude kapel. In het oostelijke deel kwamen lanen en werd het hakhoutbeheer omgezet in regulier bosbeheer. Bij het landhuis hoorden een theekoepel en een koetshuis. Jarenlang bewoonden baronnen en baronessen het landgoed.
Het landgoed werd in 1936 verkocht aan Het Geldersch Landschap, dat weer een deel daarvan aan de gemeente Wageningen verkocht. Door de gemeente werd op de aangekochte grond, naar een ontwerp van Jan Bijhouwer, de Westbergweg aangelegd. 
Gedurende de Tweede Wereldoorlog werd villa Belmonte verwoest. Het rijk kocht het terrein in 1951 van Het Geldersch Landschap, als uitbreiding voor het even lager op de Wageningse Berg gelegen arboretum De Dreijen van de Landbouwhogeschool. Het park werd ontworpen door Jan Bijhouwer. Op het terrein werd in 1951 een dienstwoning gebouwd naar ontwerp van de Arnhemse architect Gerrit Feenstra (1890-1985). In 1954 werd het arboretum geopend voor het publiek.

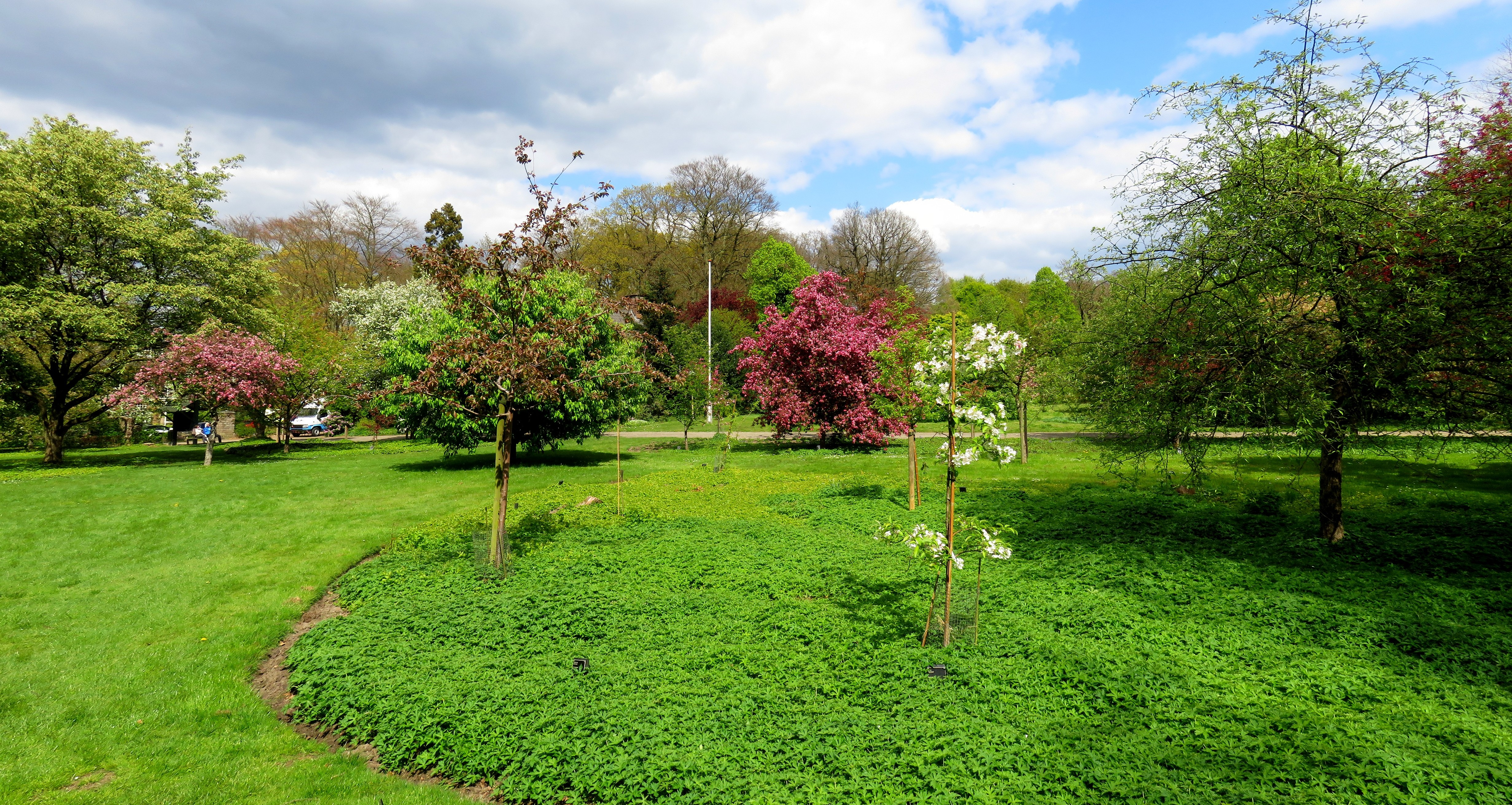
Arboretum Belmonte in het voorjaar met bloeiende appelbomen, Malus 'Evereste' en Malus 'Rudolph'

Sinds 2012 draagt de Stichting Belmonte Arboretum (SBA) de verantwoordelijkheid voor het beheer, met het doel deze tuin zowel botanisch, cultuurhistorisch als landschappelijk te beheren. De stichting heeft geen eigen personeel in dienst maar laat werkzaamheden uitvoeren door een gespecialiseerd bedrijf en daarnaast ook door vrijwilligers. Verder is er een Raad van Toezicht en een klankbordgroep.

## De collectie van het arboretum
Het arboretum heeft met 850 soorten de grootste rododendroncollectie van de Benelux. Daarnaast bestaat de collectie onder meer uit verzamelingen appelbomen, sierkersen, esdoorns, magnolia's en berken.
Het Belmonte Arboretum herbergt ook een interessante collectie netelbomen (Celtis, totaal 11 soorten), die overigens voor een deel buiten het tegenwoordige arboretum staan. Op het deel van de Wageningse Berg aan de westzijde van het arboretum, aan de overkant van de Holleweg, is in de winter van 2020 een door bramen overwoekerd deel van het bos door vrijwilligers schoongemaakt, waardoor de Celtis-soorten weer goed te zien zijn.
In het arboretum zijn ook kunstwerken te zien, waaronder van Huub Kortekaas. Van 1 juni tot en met 15 september 2024 vindt de twaalfde editie van "Beelden op de Berg" plaats, getiteld Heksenkruid – decolonising botany. Deze beeldententoonstelling staat in het teken van dekolonisatie van plantenkennis en biedt tegen een schitterend decor kunstwerken van veertien internationale kunstenaars.